# 節約能源

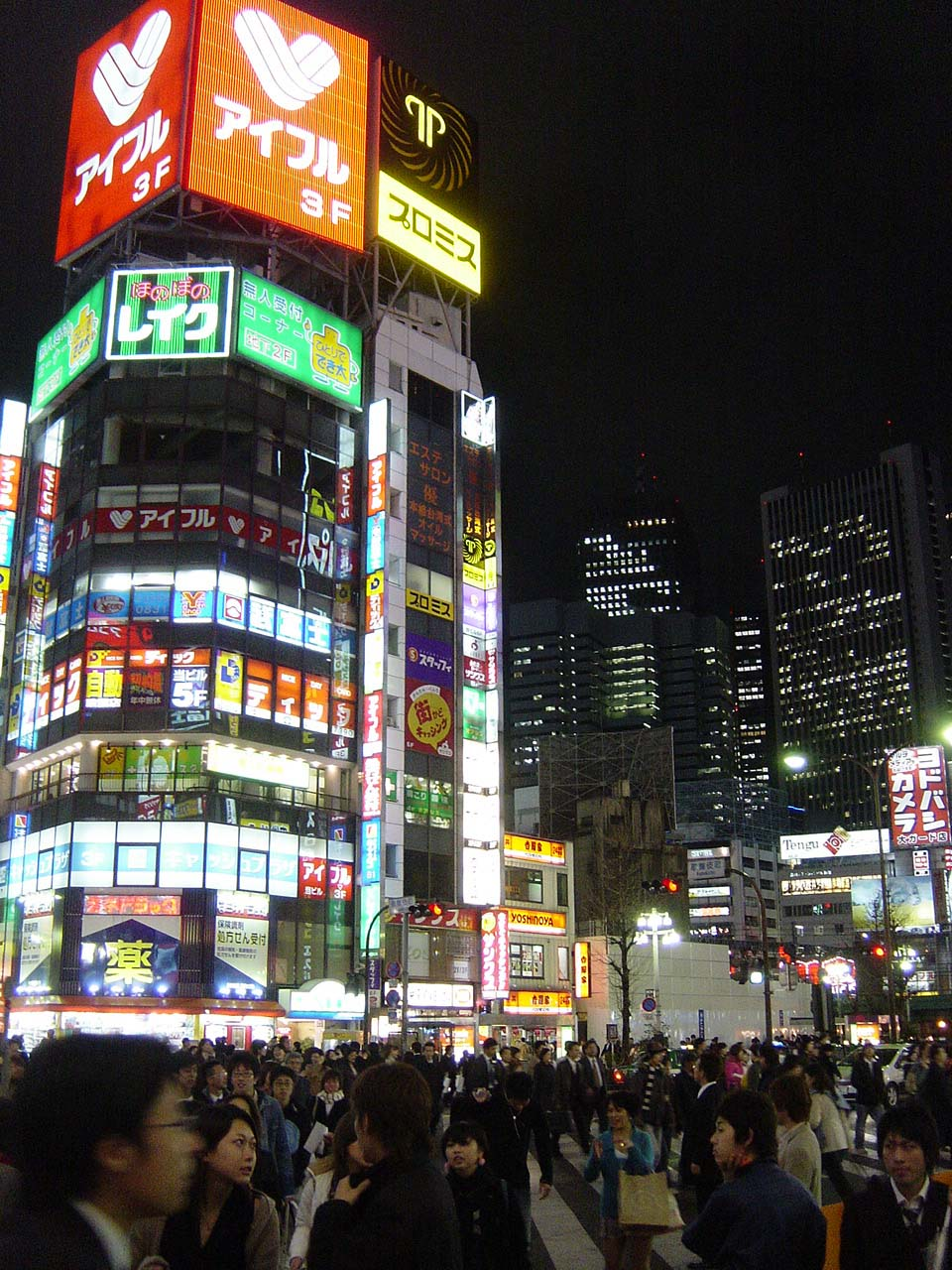
戶外廣告燈消耗大量能源，同時又產生光害污染環境。

節約能源（簡稱節能）是指以減少能源消耗的方式，保護資源，減少對環境的污染。節能可以通過提高能源使用效率，減少能源消耗，或降低傳統能源的消耗量。節能可以帶來更多的金融資本，環境質量，國家安全，人身安全和人體舒適度。個人和組織節約能源，降低能源成本，促進經濟安全。工業和商業用戶可以提高能源使用效率，使其利潤得以最大化。節約能源可減少溫室氣體排出到大氣層，減少碳足印，可讓大氣中的溫室氣體含量穩定在一個適當的水平，避免劇烈的氣候改變，減少惡劣氣候令人類造成傷害的機會。
節能的定義：世界能源大會節能委員會1979年的報告認為。節能的中心思想是，採取技術上可行、經濟上合理，以及環境和社會可接收的措施（也就是說‘採用使現有理想生活方式改變最小的方法），來更有效地利用能源資源。爲了達到這個目的，我們需要在使用自然資源的一切方面，從開發到使用，更好地進行管理，以獲得跟高的能源利用率。
節能的目標：更充分發揮能源利用的效果，以盡可能少的能源，創造出更多社會需要的產品和產值。

## 節能方式
- 節約用水
- 节能灯
- 太阳能电池
- 高效率馬達
- 綠色交通
- 被动式节能屋
- 減少碳足跡
- 節約用電